# Patrik 1,5
Patrik 1,5 är en svensk dramakomedi från 2008 regisserad av Ella Lemhagen.
Filmen hade premiär 12 september 2008. Smygpremiärer hade innan dess ägt rum på Jönköping filmfestival och Pridefestivalen. 

## Handling
Filmen handlar om det homosexuella paret Göran och Sven som vill adoptera ett barn. De ansöker om ett barn och får till sin stora glädje snart ett svar som säger att de får adoptera Patrik 1,5 år. Men istället dyker 15-åringen Patrik upp, och det visar sig att det blivit fel i pappersarbetet. Inte blir det bättre av att Patrik dessutom visar sig vara en småkriminell homofob.